# أيوب أبو عولام
أيوب أبو عولام هو لاعب كرة قدم مغربي في مركز الوسط، ولد في 1998 في الدار البيضاء في المغرب. لعب مع نادي خيتافي.